# Atenizus
Atenizus is een kevergeslacht uit de familie van de boktorren (Cerambycidae). De wetenschappelijke naam van het geslacht werd voor het eerst geldig gepubliceerd in 1867 door Bates.

## Soorten
Atenizus omvat de volgende soorten:
- Atenizus capixaba Martins, 1981
- Atenizus castaneus Martins, 1981
- Atenizus hylaeanus Martins, 1981
- Atenizus laticeps Bates, 1867
- Atenizus plaumanni Tippmann, 1960
- Atenizus simplex Bates, 1884
- Atenizus taunayi Melzer, 1920